# Verijärve
Verijärve est un village de la commune de Võru du comté de Võru en Estonie .
Au 31 décembre 2011, il compte 192 habitants.